# Ellipsica rugosa
Ellipsica rugosa är en kackerlacksart som beskrevs av Robert Walter Campbell Shelford 1907. Ellipsica rugosa ingår i släktet Ellipsica och familjen jättekackerlackor.
Artens utbredningsområde är Madagaskar. Inga underarter finns listade i Catalogue of Life.